# Ciclismo nos Jogos Paralímpicos de Verão de 2012 - Corrida masculina em estrada
As competições de corrida masculina em estrada do Ciclismo nos Jogos Paralímpicos de Verão de 2012 foram disputadas entre os dias 6 e 8 de setembro no Circuito de Brands Hatch em Kent, Grã-Bretanha.

## Medalhistas

### Classe B
| Ouro   | ITA Ivano Pizzi / Lucca Pizzi (piloto)             |
| Prata  | POL Krzysztof Kosikowski / Artur Korc (piloto)     |
| Bronze | SVK Vladislav Janovjak / Róbert Mitošinka (piloto) |

### Classe H1
| Ouro   | IRL Mark Rohan          |
| Prata  | SUI Tobias Fankhauser   |
| Bronze | AUT Wolfgang Schattauer |

### Classe H2
| Ouro   | AUT Walter Ablinger  |
| Prata  | SUI Jean-Marc Berset |
| Bronze | ITA Vittorio Podestà |

### Classe H3
| Ouro   | POL Rafał Wilk    |
| Prata  | GER Vico Merklein |
| Bronze | FRA Joël Jeannot  |

### Classe H4
| Ouro   | ITA Alessandro Zanardi |
| Prata  | RSA Ernst van Dyk      |
| Bronze | BEL Wim Decleir        |

### Classe C1-3
| Ouro   | ITA Roberto Bargna |
| Prata  | GER Steffen Warias |
| Bronze | AUS David Nicholas |

### Classe C4-5
| Ouro   | UKR Yegor Dementyev   |
| Prata  | CHN Liu Xinyang       |
| Bronze | ITA Michele Pittacolo |

## B
| Pos.              | Atleta                                                            | País               | Tempo   |
| ----------------- | ----------------------------------------------------------------- | ------------------ | ------- |
| Medalha de ouro   | Ivano Pizzi Piloto: Lucca Pizzi                                   | ITA Itália         | 2:26:52 |
| Medalha de prata  | Krzysztof Kosikowski Piloto: Artur Korc                           | POL Polônia        | 2:26:57 |
| Medalha de bronze | Vladislav Janovjak Piloto: Róbert Mitošinka                       | SVK Eslováquia     | 2:26:59 |
| 4                 | Christian Venge Piloto: David Llaurado Caldero                    | ESP Espanha        | 2:27:09 |
| 5                 | Jarmo Ollanketo Piloto: Marko Törmänen                            | FIN Finlândia      | 2:27:17 |
| 6                 | Olivier Donval Piloto: John Saccomandi                            | FRA França         | 2:27:51 |
| 7                 | Bryce Lindores Piloto: Sean Finning                               | AUS Austrália      | 2:28:48 |
| 8                 | Rinne Oost Piloto: Patrick Bos                                    | NED Países Baixos  | 2:29:47 |
| 9                 | Daniel Chalifour Piloto: Alexandre Cloutier                       | CAN Canadá         | 2:29:47 |
| 10                | Clark Rachfal Piloto: David Swanson                               | USA Estados Unidos | 2:29:51 |
| 11                | Milan Petrović Piloto: Goran Šmelcerović                          | SRB Sérvia         | 2:33:37 |
| 98 !              | Alberto Lujan Nattkemper Piloto: Jonatan Ithurrart                | ARG Argentina      | LAP     |
| 98 !              | Kieran Modra Piloto: Scott McPhee                                 | AUS Austrália      | DNF     |
| 98 !              | Miguel Angel Clemente Solano Piloto: Diego Javier Munoz           | ESP Espanha        | DNF     |
| 98 !              | Mohd Khairul Hazwan Wahab Piloto: Khairul Naim Azhar              | MAS Malásia        | DNF     |
| 98 !              | James Brown Piloto: Damien Shaw                                   | IRL Irlanda        | DNF     |
| 98 !              | Damien Debeaupuits Piloto: Alexis Febvay                          | FRA França         | DNF     |
| 98 !              | Jose Enrique Porto Lareo Piloto: Jose Antonio Villanueva Trinidad | ESP Espanha        | DNF     |

## H1
| Pos.              | Atleta                    | Tempo   |
| ----------------- | ------------------------- | ------- |
| Medalha de ouro   | IRL Mark Rohan            | 1:53:09 |
| Medalha de prata  | SUI Tobias Fankhauser     | 1:53:11 |
| Medalha de bronze | AUT Wolfgang Schattauer   | 1:53:24 |
| 4                 | BEL Christophe Hindricq   | 1:55:06 |
| 5                 | USA Anthony Pedeferri     | 1:59:40 |
| 6                 | CAN Robert Labbe          | 1:59:44 |
| 7                 | CZE Martin Kovar          | 2:01:20 |
| 8                 | AUT Christoph Etzlstorfer | 2:04:56 |
| 98 !              | ISR Koby Lion             | LAP     |
| 99 !              | SVK Rastislav Tureček     | LAP     |

## H2
| Pos.              | Atleta                   | Tempo   |
| ----------------- | ------------------------ | ------- |
| Medalha de ouro   | AUT Walter Ablinger      | 1:37:55 |
| Medalha de prata  | SUI Jean-Marc Berset     | 1:37:59 |
| Medalha de bronze | ITA Vittorio Podestà     | 1:38:02 |
| 4                 | SUI Lukas Weber          | 1:38:19 |
| 5                 | SUI Heinz Frei           | 1:38:19 |
| 6                 | GER Max Weber            | 1:43:49 |
| 7                 | ITA Paolo Cecchetto      | 1:43:51 |
| 8                 | RSA Stuart McCreadie     | 1:43:51 |
| 9                 | USA Matthew Updike       | 1:45:37 |
| 10                | CAN Mark Beggs           | 1:52:12 |
| 11                | FRA David Franek         | 1:52:12 |
| 99 !              | LIB Edward Maalouf       | LAP     |
| 99 !              | ALB Haki Doku            | LAP     |
| 99 !              | CRO Gracijano Turčinović | LAP     |

## H3
| Pos.              | Atleta                    | Tempo   |
| ----------------- | ------------------------- | ------- |
| Medalha de ouro   | POL Rafał Wilk            | 1:50:05 |
| Medalha de prata  | GER Vico Merklein         | 1:51:34 |
| Medalha de bronze | FRA Joël Jeannot          | 1:53:37 |
| 4                 | AUS Nigel Barley          | 1:58:03 |
| 5                 | POL Arkadiusz Skrzypinski | 1:59:29 |
| 6                 | GER Bernd Jeffre          | 2:01:19 |
| 7                 | DEN Thomas Gerlach        | 2:03:49 |
| 97 !              | HAI Gaysli Leon           | LAP     |
| 98 !              | CAN Mark Ledo             | DNF     |
| 99 !              | ITA Mauro Cratassa        | DNF     |

## H4
| Pos.              | Atleta                 | Tempo   |
| ----------------- | ---------------------- | ------- |
| Medalha de ouro   | ITA Alessandro Zanardi | 2:00:32 |
| Medalha de prata  | RSA Ernst van Dyk      | 2:00:33 |
| Medalha de bronze | BEL Wim Decleir        | 2:00:35 |
| 4                 | NED Jetze Plat         | 2:00:35 |
| 5                 | USA Oscar Sanchez      | 2:00:35 |
| 6                 | GER Norbert Mosandl    | 2:00:35 |
| 7                 | NED Johan Reekers      | 2:00:35 |
| 8                 | AUS Stuart Tripp       | 2:00:35 |
| 9                 | ISR Nati Groberg       | 2:11:58 |
| 10                | BUR Lassane Gasbeogo   | LAP     |

## C1-3
| Pos.              | Atleta                              | Classe | Tempo   |
| ----------------- | ----------------------------------- | ------ | ------- |
| Medalha de ouro   | ITA Roberto Bargna                  | C3     | 1:42:51 |
| Medalha de prata  | GER Steffen Warias                  | C3     | 1:42:51 |
| Medalha de bronze | AUS David Nicholas                  | C3     | 1:42:51 |
| 4                 | ITA Paolo Vigano                    | C3     | 1:42:51 |
| 5                 | BEL Kris Bosmans                    | C3     | 1:42:51 |
| 6                 | USA Joseph Berenyi                  | C3     | 1:42:51 |
| 7                 | VEN Víctor Hugo Garrido Márquez     | C2     | 1:42:51 |
| 8                 | COL Álvaro Galvis Becerra           | C2     | 1:42:51 |
| 9                 | NOR Glenn Johansen                  | C3     | 1:42:51 |
| 10                | GER Tobias Graf                     | C2     | 1:42:51 |
| 11                | ESP Juan Emilio Gutiérrez Berenguel | C3     | 1:42:51 |
| 12                | JPN Masaki Fujita                   | C3     | 1:42:51 |
| 13                | FRA Jacky Galletaud                 | C3     | 1:42:56 |
| 14                | FRA Laurent Thirionet               | C2     | 1:42:58 |
| 15                | GER Michael Teuber                  | C1     | 1:43:32 |
| 16                | CZE Michal Stark                    | C2     | 1:43:32 |
| 17                | ESP Juan José Méndez                | C1     | 1:43:32 |
| 18                | GER Erich Winkler                   | C1     | 1:43:32 |
| 19                | VEN Cirio de Jesús Molina           | C2     | 1:43:32 |
| 20                | ESP Maurice Eckhard Tió             | C2     | 1:43:32 |
| 21                | GBR Shaun McKeown                   | C3     | 1:43:52 |
| 22                | KOR Jin Yong-Sik                    | C3     | 1:48:13 |
| 23                | RUS Alexsey Obydennov               | C3     | 1:51:27 |
| 24                | GBR Mark Colbourne                  | C1     | 1:53:22 |
| 25                | SLO Roman Pongrac                   | C2     | 1:53:33 |
| 26                | SVK Jaroslav Švestka                | C2     | 1:55:01 |
| 99 !              | CAN Jaye Milley                     | C1     | DNF     |
| 99 !              | ARG Rodrigo Fernando López          | C1     | DNF     |
| 99 !              | CHN Liang Guihua                    | C2     | DNF     |
| 99 !              | NZL Nathan Smith                    | C3     | DNF     |
| 99 !              | USA Anthony Zahn                    | C1     | DNF     |
| 99 !              | CAN Brayden McDougall               | C1     | DNF     |
| 99 !              | CHN Li Zhang Yu                     | C1     | DNF     |
| 99 !              | CHN Xie Hao                         | C2     | DNF     |
| 99 !              | CZE Ivo Koblasa                     | C2     | DNF     |
| 99 !              | CAN Arnold Boldt                    | C2     | DNF     |
| 99 !              | RSA Jaco Nel                        | C2     | DNF     |
| 99 !              | IRL Colin Lynch                     | C2     | DNF     |
| 99 !              | GHA Mumuni Alem                     | C2     | DNF     |
| 99 !              | IRL Enda Smyth                      | C3     | DNS     |

## C4-5
| Pos.              | Atleta                          | Classe | Tempo   |
| ----------------- | ------------------------------- | ------ | ------- |
| Medalha de ouro   | UKR Yegor Dementyev             | C5     | 1:55:38 |
| Medalha de prata  | CHN Liu Xinyang                 | C5     | 1:55:48 |
| Medalha de bronze | ITA Michele Pittacolo           | C4     | 1:55:51 |
| 4                 | BRA João Alberto Schwindt Filho | C5     | 1:55:51 |
| 5                 | BRA Soelito Gohr                | C5     | 1:55:51 |
| 6                 | AUT Wolfgang Eibeck             | C5     | 1:55:54 |
| 7                 | CZE Jiří Ježek                  | C4     | 1:55:54 |
| 8                 | ROU Carol-Eduard Novak          | C4     | 1:55:54 |
| 9                 | AUS Michael Gallagher           | C5     | 1:56:06 |
| 10                | ITA Andrea Tarlao               | C5     | 1:56:06 |
| 11                | ESP Roberto Alcaide             | C4     | 1:57:13 |
| 12                | CUB Damián López Alfonso        | C4     | 1:59:33 |
| 13                | ESP César Neira                 | C4     | 1:59:33 |
| 14                | IRL Cathal Miller               | C5     | 1:59:34 |
| 15                | CRC Dax Jaikel                  | C4     | 1:59:34 |
| 16                | GER Wolfgang Sacher             | C5     | 2:01:25 |
| 17                | FRA Cédric Ramassamy            | C5     | 2:01:30 |
| 18                | NZL Chris Ross                  | C5     | 2:01:32 |
| 19                | CZE Jiří Bouška                 | C4     | 2:02:09 |
| 20                | COL Diego Germán Dueñas Gómez   | C4     | 2:02:09 |
| 21                | NED Bastiaan Gruppen            | C5     | 2:02:09 |
| 22                | USA Sam Kavanagh                | C4     | 2:02:17 |
| 99 !              | IRI Bahman Golbarnezhad         | C4     | DNF     |
| 99 !              | NOR Morten Jahr                 | C4     | DNF     |
| 99 !              | CHN Ji Xiaofei                  | C4     | DNF     |
| 99 !              | GBR Jon-Allan Butterworth       | C5     | DNF     |
| 99 !              | DOM Rodny Minier Castillo       | C5     | DNF     |
| 99 !              | ROU Imre Torok                  | C5     | DNF     |
| 99 !              | BEL Koen Reyserhove             | C4     | DNF     |
| 99 !              | AUT Manfred Gattringer          | C4     | DNF     |
| 99 !              | ESP Alfonso Cabello             | C5     | DNF     |